# Il silenzio
"Il silenzio" ("De stilte") is een nagenoeg geheel instrumentaal muziekstuk, met drie regels Italiaanse tekst. Het werd in 1965 geschreven door Italiaanse trompettist Nini Rosso.
De thematische melodie is een uitbreiding van dezelfde Italiaanse cavalerie-bugeloproep die door de Russische componist Tsjaikovski werd gebruikt aan het begin van zijn "Capriccio Italien". "Il silenzio" is een gedenkstuk geschreven in opdracht van de organisatie van de Nationale Dodenherdenking in Nederland en werd voor het eerst gespeeld op de 20e verjaardag van de bevrijding van Nederland.
Wereldwijd zijn er ongeveer 10 miljoen exemplaren van de single verkocht. Het was een nummer één hit in Italië, Duitsland, Oostenrijk en Zwitserland. In Nederland deelt de versie van Nini Rossi een top 40-notering met de versies van Heinz Schachtner en Willy Schobben & His Golden Trumpet and Orchestra. Deze versie stond 35 weken in de Nederlandse Top 40, en haalde in de zomer van 1965 de tweede positie. Nadat het nummer in het najaar aan het dalen in de lijst was, steeg het rond kerst 1965 terug naar een twaalfde plek. Door dit succes stond het tot aan 2019 in de top 10 van meest succesvolle Top 40-hits aller tijden.

## NPO Radio 2 Top 2000
Il silenzio stond alleen in 1999 in de NPO Radio 2 Top 2000, op plek 1155.